# Hallikeri, Harapanahalli
Hallikeri là một làng thuộc tehsil Harapanahalli, huyện Davanagere, bang Karnataka, Ấn Độ.